# Luz nas Trevas – A Volta do Bandido da Luz Vermelha
Luz nas Trevas – A Volta do Bandido da Luz Vermelha é um filme brasileiro de 2012, co-dirigido por Helena Ignez, viúva de Rogério Sganzerla, diretor de O Bandido da Luz Vermelha (1968). Foi apresentado pela primeira vez em 11 de agosto de 2010 exclusivamente no Festival de Cinema de Locarno e lançado oficialmente nas salas de cinema em 12 de maio de 2012.
Nesta sequência do filme de 1968, o cantor Ney Matogrosso interpreta Luz Vermelha. Detido há mais de trinta anos, o criminoso reencontra o filho que teve com uma amante. Jorge (André Guerreiro Lopes) descobre o passado do pai e também vira bandido, gastando o dinheiro de seus roubos em farras — mesmo comportamento de Luz Vermelha da década de 1960.

## Elenco
- Ney Matogrosso como Bandido da Luz Vermelha
- Sérgio Mamberti como Nenem Jr
- Igor Cotrim como Ricardo
- Criolo como Junior

Vítimas
- Arrigo Barnabé
- Cacá Carvalho
- Sandra Corveloni
- Paulo Goulart
- Bruna Lombardi
- José Mojica Marins
- Maria Luísa Mendonça
- Rejane Medeiros
- Duda Mamberti
- Gilda Nomacce
- Djin Sganzerla